# Ludvik Augustič
Ludvik Augustič pl. Razdrtovski (madžarsko razdertai Agustich Lajos), madžarsko-slovenski uradnik, višji glavar, plemič, * 18. april 1809, Markišavci, † 4. maj 1885, najverjetneje Bakovci.

## Življenjepis
Rodil se je 18. aprila 1809 v Markišavcih v stari ugledni plemiški družini, ki je leta 1686 od kralja Leopolda I. prejela plemiško listino in grb. Njegov oče je bil ugledni sodniški prisednik Dominus Franc pl. Agustich, mati pa Domina Frančiška Czigany de Karicsa iz stare plemiške družine, ki je rezidirala v Markišavcih. Krstna botra sta bila Dominus Peter pl. Kregar in Domina Elizabeta pl. Lippich de Korong. 
Leta 1835 je postal sodniški prisednik Železne županije (sodeloval je pri urejanju občinskih upravnih in sodnih zadev), trinajst let kasneje pa okrajni glavar. Leta 1863 je postal višji okrajni glavar (oz. višji plemiški sodnik), z reorganizacijo županije pa je leta 1872 znova postal okrajni glavar. To funkcijo je opravljal do 31. decembra 1883. Umrl je 4. maja 1885.
Poročil se je 11. februarja 1833 na Tišini z Julijano pl. Zanathy iz kraja Nemeshollós v Železni županiji, ki je bila hčerka Franca pl. Zanathy-ja in Elizabete pl. Bedőcs. Poročni priči sta bila ugledni okrajni glavar Spectabilis Dominus Jožef pl. Sohar iz Markišavec in ugledni sodniški prisednik Dominus Ignac pl. Gombossy. V zakonu so se jima rodili:
- Imre Augustič (1837–1879)